# Ecpyrrhorrhoe rubiginalis
Ecpyrrhorrhoe rubiginalis — вид лускокрилих комах родини вогнівок-трав'янок (Crambidae).

## Поширення
Вид поширений в Центральній та Південній Європі, Західній і Північній Азії від Португалії до Японії. Присутній у фауні України.

## Опис
Розмах крил 16-22 мм. Колір крил варіює від жовтувато-коричневого до помаранчево-коричневого з темно-коричневим напиленням. Передні крила мають дві нерівні темні коричневі поперечні лінії.

## Спосіб життя
Метелики літають з травня по вересень. Трапляються на сухих луках, узліссях, серед чагарників. Буває два покоління за рік. Личинки живляться листям буквиці лікарської (Stachys officinalis), жабрію звичайного (Galeopsis tetrahit) та м'яточника чорного (Ballota nigra). Живуть у павутинні. Заляльковуються у землі.